# Paul Chambers
Paul Chambers (22. dubna 1935 Pittsburgh, Pensylvánie, USA – 4. ledna 1969 New York City, New York, USA) byl americký kontrabasista a hudební skladatel.
Po smrti své matky se z rodného Pittsburghu přestěhoval do Detroitu v Michiganu, kde se začal věnovat hudbě. Spolu se svými spolužáky měl skupinu, kde hrál na baskřídlovku a později na tubu. Na kontrabas se začal učit v roce 1952. V polovině padesátých let se začal prosazovat a hrál například s Cannonballem Adderleym, Donaldem Byrdem nebo Sonny Clarkem. Několik let hrál s Johnem Coltranem a Milesem Davisem.
Zemřel na tuberkulózu ve svých třiatřiceti letech.